# 阿瓦兰县

阿瓦兰县所在位置

阿瓦兰县(乌尔都语: ضلع اواران)，巴基斯坦俾路支省南部的一个县。总面积21,630 km2 (8,351.4 sq mi)，总人口118,173 (1998年)。

## 行政区划
阿瓦兰县分为3个乡，分别为阿瓦兰乡，Jhal Jhao乡，Mashkay乡。下辖213个村。